# Bambi Cruz
Gabriel Hoareau, dit Bambi Cruz et parfois Gabriel H, est un danseur, chorégraphe, rappeur et poète français, né le 13 avril 1972 à Villeneuve-Saint-Georges, dans le Val-de-Marne.
En 1998, il publie son premier album, Ouvre les yeux, qui contient le single homonyme ayant atteint les classements français. Il suit en 2001 d'un deuxième album, intitulé On avance, dont la chanson Quelles différences, en collaboration avec la chanteuse Lââm, atteint également les classements français.

## Biographie
Gabriel Hoareau naît le 13 avril 1972 à Villeneuve-Saint-Georges, dans le Val-de-Marne, d'un père malgache et d'une mère basque. Il grandit dans le quartier nord de Villeneuve-Saint-Georges, comme le rappeur MC Solaar. 
C'est dans le hip-hop qu'il trouve son inspiration et en premier lieu dans le smurf. Il devient danseur et chorégraphe, notamment pendant les tournées de MC Solaar. Avec l'appui de ce dernier, Bambi Cruz se lance dans le rap avec quelques featurings. En 1997, il signe chez East West, et publie l'année suivante son premier album, Ouvre les yeux, produit entre autres par Ygal et Akhenaton. Le single homonyme, qui aborde les méfaits de l'argent dans la société et dénonce la malveillance des dirigeants et des élites financières à travers le monde, atteint la 27e place des classements français, et la 24e place des classements belges (WA). Par la suite, Bambi Cruz enchaine les featurings, surtout sur les albums de MC Solaar. En 1998, son single Entre dans ma secte atteint la 66e place des classements français.
Hoareau publie un nouvel album, intitulé On avance, en 2001, qui fait notamment participer MC Solaar et Lâam. Le clip de la chanson Quelles différences, classée 62e des classements français, réalisé en duo avec la chanteuse a été très diffusé en télévision, notamment sur M6. Toujours en 2001, il signe la scénographie, la chorégraphie et la mise en scène de la tournée Solaar pleure. Bintou Dembélé fait partie du groupe de danseurs hip hop qu'il dirige pour cette tournée . En 2002, il anime et met en scène le premier défilé européen Cumulus Fashion Tour au Carrousel du Louvre. Il réalise les chorégraphies plateau pour l'émission Spéciale Popstar sur M6[réf. nécessaire]. En 2003, il chorégraphie les danses des cérémonies d'ouverture et de clôture des championnats du monde d'athlétisme au Stade de France à Saint-Denis[réf. nécessaire].
Il enregistre un slam Hé Jésus, sous le nom de Gabriel H, qui figure sur la compilation Original Slam, publiée le 24 juillet 2006. En 2007, après cinq années de silence, il refait surface en tant que rappeur en featuring sur l'album Chapitre 7 de MC Solaar et Comme je suis de Sofiane. Il chorégraphie le single de L’envie d’y croire chanté par Sofiane. Il signe la scénographie et la mise en scène du show It's Time de Billy Crawford à l'Araneta de Manille, dans les Philippines. En 2008, il ouvre avec Laurent Thouret, directeur de production, une agence de création Crossprod pour les agences événementielles. Ils proposent leurs réalisations scénographiques et mises en scènes. Ils coproduisent le Juste Debout 2009 à Bercy. Ils réalisent « La nuit des trophées 2009 » à l'opéra de Rouen[réf. nécessaire].
Il écrit le générique de La Météo de Toubo pour Gulli. En 2009, auteur de Comme toi, premier single de Larusso[réf. nécessaire]. Première apparition sur scène en tant que comédien, il joue le personnage de Saint-Gaudens dans la pièce de théâtre La dame aux camelias[réf. nécessaire]. Le 25 septembre 2010, il signe la chorégraphie de Yannick Noah au Stade de France (82 000 personnes)[réf. nécessaire]. Il crée à cette occasion les Hit Burners, un groupe de drôles de personnages rouges qui chantent et dansent sur des reprises, spécialement conçu pour animer les foules[réf. nécessaire].
En 2017, il participe au huitième album de MC Solaar, intitulé Géopoétique.

## Discographie

### Albums studio
- 1998 : Ouvre les yeux
- 2001 : On avance

### Singles
- 1996 : Homme objet
- 1997 : Ouvre les yeux
- 1998 : Entre dans ma secte